# Верховний головнокомандувач ОЗС НАТО в Атлантиці

Верховний головнокомандувач ОЗС в Атлантиці (SACLANT) був одним з двох вищих командувачів Організації Північноатлантичного договору (НАТО). Іншим був Верховний головнокомандувач ОЗС в Європі (SACEUR). SACLANT керував Об'єднаним командуванням ОЗС в Атлантиці, що було розташовано в Норфолку (штат Вірджинія). Усе командування зазвичай також називалося «SACLANT».

## Історія
Незабаром після свого утворення ACLANT разом з Об'єднаним командуванням ОЗС в Європі провів великі навчання «Мейнбрейс». Протягом Холодної війни SACLANT провів багато інших навчань, такі як операція «Мерінер» в 1953 році та операція «Страйкбек» в 1957-му, а також серії військово-морських навчань «Нозерн веддінг» та «Оушен сафарі» протягом 1970-х і 1980-х років. Командування також відігравало вирішальну роль у щорічних навчаннях REFORGER, що проводилися з 1970-х років. Після закінчення Холодної війни статус та розмір командування було зменшено, а багато підлеглих йому штаб-квартир по всьому атлантичному регіону втратили свій статус та фінансування НАТО. Тим не менш, основна структура зберігалася до Празького саміту в Чехії 2002 року.
Авіаносні повітряні ударні операції в Норвезькому морі — вперше проведені під час операції «Страйкбек» — відповідно до морської стратегії ВМС США, стали наріжним каменем прямого захисту північного флангу НАТО. Морська стратегія була опублікована в 1984 році, відстоювалась міністром ВМС Джоном Леманом і керівником військово-морськими операціями адміралом Джеймсом Уоткінсом при адміністрації Рейгана і практикувалась у військово-морських навчаннях НАТО, таких як «Оушен сафарі» (1985) та «Нозерн веддінг» (1986).
У статті 2008 року генерал у відставці Бернард Трейнор відзначав успіх цієї морської стратегії:
Йдучи на негайний наступ на крайній півночі і змушуючи росіян оборонятися в своїх рідних водах, морська стратегія служила не тільки для захисту Скандинавії, але і для пом'якшення проблеми морських шляхів зв'язку. Ймовірність своєчасного зміцнення НАТО з боку США тепер була більше, ніж благочестивою надією.

З виникненням наступальної стратегії в 1980-х роках одночасні різкі досягнення в американських технологіях, особливо в C4ISR і системах озброєння, які швидко компенсували радянську чисельну і матеріальну перевагу в Європі, збудили зміну в мисленні. Ніхто інший, як начальник Генерального штабу СРСР, маршал Микола Огарков, попереджав, що американська перевага переміщала «співвідношення сил» на користь НАТО. Він назвав це явище «військово-технічною революцією». До кінця десятиліття військова загроза з боку Радянського Союзу стала історією, а разом з нею і Холодна війна.
Командування ОЗС в Атлантиці було розформовано 19 червня 2003 року. Як його наступника було створено Командування з трансформації ОЗС (ACT). Це нове командування НАТО очолює Верховний головнокомандувач ОЗС з трансформації (SACT). До 2009 року цю посаду займали американські чотиризіркові адмірали або генерали, які суміщали посаду з керуванням Командуванням об'єднаними силами США (COMUSJFCOM), а колишні військові місії SACLANT увійшли в Об'єднане командування операцій НАТО (ACO).

## Роль
Завданням командування було[джерело?]:
- захищати морські шляхи зв'язку НАТО;
- підтримувати десантні і наземні операції;
- захищати розгортання ядерних систем стримування морського базування.

Зона відповідальності командування простягалася від Північного полюса до тропіка Рака та від східного узбережжя Північної Америки до західного узбережжя Африки і Європи, в тому числі Португалії, але за винятком Ла-Маншу, Британських островів і Канарських островів.

## Структура
У вищому командуванні ACLANT були такі посади:
- Верховний головнокомандувач ОЗС (SACLANT) — відповідав за всі військові місії Альянсу в зоні відповідальності ACLANT. Посаду займав американський адмірал або генерал, який також служив головокомандувачем Атлантичного командування США — одного з об'єднаних командувань Міністерства оборони США.
- Заступник Верховного головнокомандувача ОЗС (DSACLANT) — перший заступник SACLANT, посаду займав британський адмірал. У перші часи це був командувач Північноамериканської і Вест-Індської станції Королівського флоту.
- Начальник штабу (COFS) — керував штатом штабу SACLANT.

Штаб-квартира SACLANT була розташована в Норфолку (штат Вірджинія) поруч з штаб-квартирою Атлантичного флоту США.

### Об'єднане командування в Східній Атлантиці
Головнокомандувач в Східній Атлантиці (CINCEASTLANT) від імені Верховного головнокомандувача в Атлантиці (SACLANT) ніс відповідальність за управління і використання Постійних військово-морських сил в Атлантиці (STANAVFORLANT). Посаду CINCEASTLANT займав британський чотиризірковий адмірал на базі Норсвуд (Велика Британія), який також служив головнокомандувачем Флоту метрополії (згодом головком Західного флоту, а пізніше CINCFLEET).
EASTLANT було розділено на наступні підзони:
- Авіація ВМС у Східній Атлантиці
- Північна підзона
- Авіація ВМС у північній підзоні
- Центральна підзона
- Авіація ВМС у центральній підзоні
- Підводний флот у Східній Атлантиці
- Командувач острову Ісландія
- Командувач островів Фарери

### Об'єднане командування у Західній Атлантиці
Головнокомандувач в Західній Атлантиці (CINCWESTLANT) був відповідальний за:
- безпечний транзит підкріплення та поставок з Північної Америки до Європи для підтримки повного спектра сил НАТО в будь-якій точці в зоні відповідальності НАТО чи поза нею;
- підтримку спільних багатонаціональних навчань у мирний час та заходів програми «Партнерства заради миру», а також за оперативний контроль та надання підтримки силам НАТО, приписаних до штаб-квартири.

Посаду CINCWESTLANT займав американський чотиризірковий адмірал на базі в Норфолку, який також був головнокомандувачем Атлантичного флоту США (CINCLANTFLT). До 1994 року WESTLANT було розділено на наступні підзони:
- Підводний флот у Західній Атлантиці
- Океанічна підзона
- Канадська атлантична підзона
- Командувач островів Бермуди
- Командувач островів Азори[14]

З 1994 по 2003 рік WESTLANT було розділено наступним чином:
- Підводний флот (SubWestLant)
- Океанічна підзона
- Канадська атлантична підзона
- Командувач острову Ґренландія

### Об'єднане командування у Південній Атлантиці
Головнокомандувач у Південній Атлантиці (CINCSOUTHLANT) відповідав за військові переміщення і морські операції по всьому південно-східному кордону між Європейським об'єднаним командуванням (ACE) та Об'єднаним командуванням у Атлантиці (ACLANT). Посаду CINCSOUTHLANT займав португальський тризірковий адмірал на базі в Лісабоні (Португалія). Перед цим ця посада називалася головнокомандувач в Іберійській Атлантиці (CINCIBERLANT). Зараз це Об'єднане командування Лісабон.

### Ударний флот в Атлантиці
Ударний флот в Атлантиці (STRIKFLTLANT) був головним підлеглим морським командуванням SACLANT. Його головною задачею було стримувати агресію шляхом підтримання морської переваги в атлантичному регіоні та забезпечення цілісності морських шляхів зв'язку НАТО. Головною ударною силою було Авіаносне ударне з'єднання (певно, спеціальна група 401), що складалося з 1-ї та 2-ї авіаносних ударних груп. Судячи з усього, Авіаносне ударне з'єднання мало американське ядро на основі 4-ї авіаносної групи, а 2-га авіаносна ударна група мала британське ядро та пізніше стала 2-ю протичовновою групою. Коли HMS Ark Royal брав участь у навчаннях «Роял найт» близько 1972 року, він був центральним елементом 2-ї авіаносної ударної групи і був флагманом спеціальної групи 401.2.
Командувачем Ударного флоту (COMSTRIKFLTLANT) був віце-адмірал ВМС США на базі в Норфолку, який також був командувачем 2-го флоту США. Командування STRIKFLTLANT розформували під час церемонії на USS Iwo Jima (LHD-7) 24 червня 2005 року. Воно було замінено Центром багатонаціональних об'єднаних операцій морського десанту, який розташували в штаб-квартирі 2-го флоту.

### Підводне об'єднане командування в Атлантиці
Командувач Підводним об'єднаним командуванням в Атлантиці (COMSUBACLANT) був головним радником SACLANT з питань підводних човнів і підводних засобів війни. Посаду COMSUBACLANT займав американський тризірковий адмірал на базі в Норфолку, який також був командувачем підводним флотом Атлантичного флоту (COMSUBLANT). Йому підпорядковувались командувач підводними човнами у Західній Атлантиці (COMSUBWESTLANT) і командувач підводними човнами в Східній Атлантиці (COMSUBEASTLANT). Посаду COMSUBEASTLANT займав флагман підводного флоту британського ВМФ. У 1978 році штаб-квартира флагмана підводного флоту була переміщена з HMS Dolphin у Госпорті на базу Норсвуд на північному заході Лондона.

### Постійне військово-морське з'єднання в Атлантиці
Постійне військово-морське з'єднання в Атлантиці (STANAVFORLANT) було постійною мирною багатонаціональною ескадрою, що складалася з есмінців, крейсерів і фрегатів з флотів різних країн НАТО. З моменту свого створення в 1967 році STANAVFORLANT функціонувало, проводило тренування та навчання як група, забезпечуючи щоденну перевірку поточних морських методик, тактики та ефективності НАТО, а також брало участь в спільних і національних військово-морських навчаннях, покликаних сприяти готовності і здатності до взаємодії. 1 січня 2005 року STANAVFORLANT було перейменовано на 1-шу постійну військово-морську групу сил реагування НАТО.

## Командувачі

### Список Верховних головнокомандувачів в Атлантиці
|         | Дата                                  | Ім'я                           | Приналежність |
| ------- | ------------------------------------- | ------------------------------ | ------------- |
| 1       | 30 січня 1952 ‒ 12 квітня 1954        | Адмірал Лінде Маккормік        | USN           |
| 2       | 12 квітня 1954 ‒ 29 лютого 1960       | Адмірал Джеральд Райт          | USN           |
| 3       | 29 лютого 1960 ‒ 30 квітня 1963       | Адмірал Роберт Деннісон        | USN           |
| 4       | 30 квітня 1963 ‒ 30 квітня 1965       | Адмірал Гарольд Пейдж Сміт     | USN           |
| 5       | 30 квітня 1965 ‒ 17 червня 1967       | Адмірал Томас Мурер            | USN           |
| 6       | 17 червня 1967 ‒ 30 вересня 1970      | Адмірал Ефрем Холмс            | USN           |
| 7       | 30 вересня 1970 ‒ 31 жовтня 1972      | Адмірал Чарльз Дункан          | USN           |
| 8       | 31 жовтня 1972 ‒ 30 травня 1975       | Адмірал Ральф Казінс           | USN           |
| 9       | 30 травня 1975 ‒ 30 вересня 1978      | Адмірал Айзек Кідд-молодший    | USN           |
| 10      | 30 вересня 1978 ‒ 30 вересня 1982     | Адмірал Гаррі Трейн II         | USN           |
| 11      | 30 вересня 1982 ‒ 27 листопада 1985   | Адмірал Візлі Макдональд       | USN           |
| 12      | 27 листопада 1985 ‒ 22 листопада 1988 | Адмірал Лі Баггетт-молодший    | USN           |
| 13      | 22 листопада 1988 ‒ 18 травня 1990    | Адмірал Френк Келсо II         | USN           |
| 14      | 18 травня 1990 ‒ 13 липня 1992        | Адмірал Ліон Едні              | USN           |
| 15      | 13 липня 1992 ‒ 31 жовтня 1994        | Адмірал Пол Девід Міллер       | USN           |
| 16      | 31 жовтня 1994 ‒ 24 вересня 1997      | Генерал Джон Шихан             | USMC          |
| 17      | 24 вересня 1997 ‒ 5 вересня 2000      | Адмірал Гарольд Геман-молодший | USN           |
| 18      | 5 вересня 2000 ‒ 2 жовтня 2002        | Генерал Вільям Кернан          | USA           |
| (в. о.) | Жовтень 2002 ‒ 19 червня 2003         | Адмірал сер Іен Форбс          | RN            |

### Список заступників Верховного головнокомандувача в Атлантиці
Другим за званням в командуванні був заступник Верховного головнокомандувача в Атлантиці:
|    | Дата                | Ім'я                              | Приналежність |
| -- | ------------------- | --------------------------------- | ------------- |
| 1  | 1952‒1953           | Віце-адмірал сер Вільям Ендрюс    | RN            |
| 2  | 1953‒1955           | Віце-адмірал сер Джон Стівенс     | RN            |
| 3  | 1955‒1956           | Віце-адмірал сер Джон Ітон        | RN            |
| 4  | 1957‒1960           | Віце-адмірал сер Вілфрід Вудс     | RN            |
| 5  | 1960‒1962           | Віце-адмірал сер Чарльз Еванс     | RN            |
| 6  | 1962‒1964           | Віце-адмірал сер Річард Смітон    | RN            |
| 7  | 1964‒1966           | Віце-адмірал сер Вільям Белоу     | RN            |
| 8  | 1966‒1968           | Віце-адмірал сер Девід Клаттербак | RN            |
| 9  | 1968‒1970           | Віце-адмірал сер Пітер Компстон   | RN            |
| 10 | 1970‒1973           | Віце-адмірал сер Джон Мартін      | RN            |
| 11 | 1973‒1975           | Віце-адмірал сер Джерар Менсфілд  | RN            |
| 12 | 1975‒1977           | Віце-адмірал сер Джеймс Джунгіус  | RN            |
| 13 | 1977‒1980           | Віце-адмірал сер Девід Лорем      | RN            |
| 14 | 1980‒1982           | Віце-адмірал сер Кемерон Расбі    | RN            |
| 15 | 1983‒1984           | Віце-адмірал сер Девід Халліфакс  | RN            |
| 16 | 1984‒1987           | Віце-адмірал сер Джеффрі Далтон   | RN            |
| 17 | 1987‒1989           | Віце-адмірал сер Річард Томас     | RN            |
| 18 | 1989‒1991           | Віце-адмірал сер Джеймс Везеролл  | RN            |
| 19 | 1991‒1993           | Віце-адмірал сер Пітер Вудхед     | RN            |
| 20 | 1993‒1995           | Віце-адмірал сер Пітер Ебботт     | RN            |
| 21 | 1995‒1998           | Віце-адмірал сер Ян Гарнетт       | RN            |
| 22 | 1998 ‒ 2002         | Віце-адмірал сер Джеймс Пероун    | RN            |
| 23 | Січень—жовтень 2002 | Віце-адмірал сер Іен Форбс        | RN            |